# Municipio de Sherman (condado de Crawford)
El municipio de Sherman (en inglés: Sherman Township) es un municipio ubicado en el condado de Crawford en el estado estadounidense de Kansas. En el año 2010 tenía una población de 536 habitantes y una densidad poblacional de 2,85 personas por km².

## Geografía
El municipio de Sherman se encuentra ubicado en las coordenadas 37°37′23″N 94°51′35″O / 37.62306, -94.85972. Según la Oficina del Censo de los Estados Unidos, el municipio tiene una superficie total de 188.01 km², de la cual 186,76 km² corresponden a tierra firme y (0,67 %) 1,25 km² es agua.

## Demografía
Según el censo de 2010, había 536 personas residiendo en el municipio de Sherman. La densidad de población era de 2,85 hab./km². De los 536 habitantes, el municipio de Sherman estaba compuesto por el 95,9 % blancos, el 1,49 % eran amerindios, el 0,75 % eran asiáticos y el 1,87 % eran de una mezcla de razas. Del total de la población el 0,37 % eran hispanos o latinos de cualquier raza.